# 1362
El 1362 (MCCCLXII) fou un any comú iniciat en dissabte pertanyent a la baixa edat mitjana.

## Esdeveniments
- Corts de Montsó: la Diputació del General la formen tres membres, representants de cada braç.
- Batalla de les Aigües Blaves
- Tempesta Grote Mandrenke, que causà 25.000 morts al nord d'Europa[1]
- Muhàmmad V de Gharnata recupera el tron després d'assassinar el seu rival Muhàmmad VI
- Comença el pontificat d'Urbà V

## Necrològiques
- Barcelona: Berenguer de Cruïlles, primer President de la Generalitat de Catalunya
- Lluís I de Tàrent